# Egy magyar nábob (regény)
Az Egy magyar nábob Jókai Mór regénye. A reformkorban játszódik. A mű olyan adomákra épül, mint a tékozlóan élő mágnás, vagy az idős főnemes fiatal polgárlánnyal kötött frigye, amivel léha életvitelű rokonát kisemmizheti.
A könyvet 1966-ban megfilmesítették.

## Történet
|  | Alább a cselekmény részletei következnek! |

A regény 1822-ben kezdődik, az éjszakai magyar pusztán, szakadó esőben. A kietlen sársivatag közepén áll nemes Bús Péter kocsmája.
A kellemetlen időben két vendéget is kap, az egyikük egy különc magyar nemes úr, az egyik leggazdagabb régi család sarja, valóságos bibliai Nábob, aki azonban cigányokkal, parasztlányokkal és hajdúkkal vigad méltatlan körülmények között. A vidék csak Jancsi úrnak ismeri. A másikuk párizsi divat szerint öltözött, teljesen eladósodott, nagyszájú aranyifjú, aki azért érkezett, hogy felvegye az örökségét, ami valami őrült, vén, magyar úr után maradt rá. Csak lassan derül ki, hogy a fiatal Abellino (Béla) és Jancsi úr valójában rokonok, s az előbbi pont azért jött, mert az utóbbinak halálhírét keltették.
Az ifjú rokon kényeskedő, nagyképű, érzéketlen és kicsapongó ficsúr, aki alig várja, hogy megörökölhesse a vagyont. Az öreg Jancsi önfejű, makacs és a komikumig konzervatív. Életre szóló sértéseket vágnak egymás fejéhez, mire az öregember a kíséretével a gutaütés határán elhagyja a kocsmát, de előtte megvásárolja az egész épületet (az értéke többszöröséért), és parancsot ad a kocsmárosnak, hogy gyújtsa fel. Így leendő örököse kénytelen kint éjszakázni az esőben, ahol bosszút fogad. Abellinónak a továbbiakban Párizs egyik leggazdagabb pénzembere hitelez: a megállapodás értelmében a pénzt, és a nem csekély összegű kamatot a kapott örökségből óhajtja majd visszafizetni.
Abban az időben számos magyar arisztokrata hagyta el hazáját, mert azt a nyugati viszonyokhoz képest barbárnak tartották. Tanúi lehetünk, hogyan mulatnak, és élik fel családjuk örökségét külföldön, és újra találkozunk Abellinóval is.
Velük tölti az idejét a fiatal, de máris teljesen életunt Rudolf gróf. Ő tűzeset kapcsán találkozik a híres indiai divatszépséggel, Chataquélával, aki az akkori világ rajongásának tárgya. Az indiai nőkről tudni érdemes, hogy egyrészt férjüket sosem csalják meg, de elválni tőlük szinte pillanat műve, másrészt, ha férjük meghal, követik őt a halálba is. Az aranyifjak ez utóbbi „legendát” kétségbe vonják a híres szépség kapcsán, Rudolf pedig – aki a tűzeset napján már érzelmileg elég közel került Chataquélához – fogad Abellinóval, hogy elcsábítja a nőt – aki jelenleg Byron, a költő felesége, – elveszi Chataquélát, ő maga meghal, és bebizonyítja, hogy a nő utána megy a halálba. Amennyiben ez tényleg megtörténik, Abellino tartozik öngyilkosságot elkövetni (illetve bárki, aki a fogadást hallotta bárhol és bármikor lelőheti a férfit).

### A színházi csata
Eközben két híres énekes-színésznő rivalizálása zajlik. A magyar származású Mainvillné, Jozefina sikereit megunták a fiatalemberek, ezért úgy döntenek, hogy megbuktatják a másik énekesnő javára. A másik – Catalani – nem volt sem tehetségesebb, sem fiatalabb, de megvolt az az erénye, hogy nem hordta magával a férjét.
Fizetett embereket ültetnek a nézőtérre, akik majd kifütyülik Jozefinát, és virág helyett hagymafejeket dobálnak a színpadra, de tervüket keresztülhúzza a művésznő nagy tisztelője, a szintén magyar származású asztaloslegény. Barátai segítségével szabályosan összecsap a színház folyosóin a finnyás úriemberekkel, és alaposan ellátja a bajukat.
Ezek az események Rudolfot hidegen hagyják, de mikor találkozik a színházban az üde Flórával, a lány bája felrázza apátiájából. Meggondolatlan fogadása következményei alól csodálatos véletlen menti meg: Chataquéla meghal. Ezután Flóra útitársaként tér haza Magyarhonba.

### A pünkösdi király
Jancsi úr birtokán épp a hagyományos pünkösdi királyválasztás folyik. Az elmúlt hat évben Márton volt a cím birtokosa, és élvezte az ezzel járó kiváltságokat, de idén új csikós tűnik fel a pusztán Nádudvarról, és elragadja tőle a győzelmet.
Jancsi úr titokban megegyezik az új győztessel: Kis Miskával, hogy adja ki magát tehetős földesúrnak, járjon vele mindenüvé, ad neki pénzt, kártyázzon, verekedjen, csábítsa el a nőket, ha hagyják magukat. Majd egy év múlva, amikor lejár a pünkösdi királyság, leveti a szép ruhát, beáll hozzá egyszerű hajdúnak, hogy szégyenkezzen a sok nép, aki addig igyekezett minél közelebb kerülni hozzá.
Miska kezet ad rá, de végül ő szedi rá a nagyurat. A csikósból lett kalandor egy év alatt annyi pénzt tesz félre (amit kártyán nyer), hogy nemesi címet vásárol gyűrűvel, birtokkal, címerrel, és az év végén már egyenrangú felekként állnak szemben. Jancsi úr azonban nem haragszik, maga is jót kacag a kifordított tréfán.

### Egy család átka
Amikor a diéta ülésezni kezd, minden ismerős hazaszállingózik. Élt akkoriban négy szép lány, akik családjuk felelőtlensége miatt a szolgáltatóiparban voltak kénytelenek elhelyezkedni: különböző tehetős fiatalemberek tartották ki őket gyanús körülmények között. Hogy az ötödik lány, a húguk, Fanny erkölcseit megmentse, őt szigorú nagynéni vette magához, és iparkodott tiszta gondolatokat ültetni a hajadon lelkébe. Teréz néni Boltay asztalosmester házában bérelt szerény lakást, aki örömmel látta a szép kislányt. Boltaynál dolgozott akkor már az a fiatalember is, aki Párizsban a színházban korábban szembeszállt az unatkozó úrfikkal.
Fanny még a nénjeinél is szebb volt, és titokzatos eltűnése felcsigázza iránta az érdeklődését mindazon fiatalembereknek, akik rendszeres látogatói voltak nővéreinek.
Köztük van Abellino is, aki mindenáron igyekszik megszerezni magának a szép lányt, nem azért, hogy boldogítsa, hanem hogy tönkretegye. Titokzatos jótevőnek adja ki magát, és Teréz háta mögött anyagilag támogatja a lányt, hogy az éneket tanuljon (valójában pedig azért, hogy a lekötelezettje legyen). Fannyt gyötri a kíváncsiság, hogy ki ez a gáláns férfi. A utcán sétálva látja meg Rudolfot, és fülig beleszeret azt képzelve, hogy biztos ő az, aki után epekedik, holott valójában semmi közük egymáshoz. A tévedés kiderül, Fanny összeomlik, és mindent bevall nénjének.
Abellino Fanny megalázására tett sorozatos próbálkozásai párbajhoz vezetnek, ahol az ellenfele a párizsi asztaloslegény: Sándor. A pisztolypárbajban Sándor győz, golyója Abellino füle mellett süvít el örök életére nagyothallásra kárhoztatva a piperkőcöt.

### A nábob névnapja
Közelgett Jancsi úr névnapja, amikor szokása szerint minden barátját meghívta, hogy együtt mulassanak, s minden haragosát, hogy kibéküljenek. Hetedhét országra szóló dínomdánom ez, ami egy hétig tart, amikor az első napon minden asszonyszemély megszökik, az utolsó napon pedig a férfiak közül, ki teljesen részegen, ki félig holtan, üres erszénnyel szállingózik haza.
Jancsi úr meghívta Abellinót is, hogy ne tartsanak többé haragot, és legyen a családban szent a béke. Abellino elfogadta a meghívást, és úgy hálálta meg az öregúr gesztusát, hogy maga helyett egy koporsót küldött a névnapi ünnepségre, az oldalára ezüsttel kiírva Kárpáthy János neve.
Ezt látva Jancsi úr szélütést kapott, és helyben összeesett. A megrendülésből csak nagy nehezen állt talpra. Lassú lábadozása alatt szolgái kevés kivétellel mind elpártoltak tőle, és Abellinónál várták, hogy meghaljon. Mint leendő gazdájuk, Abellinó parancsba adta, hogy nem tűri meg a magyaros bajuszt a környezetében, erre a férfiak vonakodva ugyan, de borotvát fogtak. Jancsi úr pár nappal később egy kimért hangú levélben mindannyiukat tájékoztatta jobbulásáról és arról, hogy akik nála jobb gazdát találtak, azok most már maradjanak csak meg ott, ahová mentek.

### Váratlan fordulat
Jancsi úr – aki ekkorra már haragudott, ha így hívták – felkeresi Boltay urat, az asztalost és megkéri tőle Fanny kezét. Nagyon jól tudja, hogy Abellino is töri magát érte, és keresztül akarja húzni terveit azzal, hogy először elviszi az orra elől a lányt, majd új örököst nemz vele. Az akkori törvények (ősiség, hitbizomány) alapján ugyanis a birtokot sem eladni, sem családon kívül másra hagyni nem lehetett, és Abellino lévén egyetlen élő rokona, nem lehetett volna őt az örökségből kitagadni.
Fanny előbb visszautasítja a vénember kérését, de később, éjszaka az eszébe ötlik, hogy így közelebb kerülhet Rudolfhoz, és mégis igent mond.
Eközben Abellino beszél Fanny gyenge erkölcsű anyjával, és megegyeznek hatvanezer forintban, hogy eladja neki a lányát. Az anya felkeresi Fannyt, és azt hazudja neki, hogy Abellino kész feleségül venni őt. Fanny iszonyában Boltayhoz és Teréz nénihez fordul segítségért, akik értesítik Kárpáthy Jánost (Jancsi urat). Fanny anyja estélyre szóló meghívót csempész lánya kezébe, ahol ő a puszta megjelenésével szentesítené, hogy kész Abellino szeretője lenni.
Fanny megjelenik az estélyen: ám férjével a karján. Abellino mindenki előtt megszégyenül. Amikor kigúnyolják, konfrontálódik az ismerősével. A vita vége párbaj és gyilkosság. Abellinónak menekülnie kell az országból.

### Fanny és Rudolf
János úr mellett Fanny nagyon magányos. A nábob, hogy kedvére tegyen, egész kastélyát átalakíttatja és eltüntet minden, korábbi életmódjára utaló jelet. Amikor látogatóba jön Fannyhoz a szomszéd Szentirmay Flóra, úgy érzi, hogy az Ég küldött számára barátnőt. A két ifjú nő hamar megszereti egymást, ám mikor a vadászaton kiderül, hogy titkos imádottja Flóra szerető férje, Kárpáthyné ájultan zuhan le a lóról.
A pletyka, hogy Fannyt egyszer már hatvanezer forintért meg lehetett volna „venni”, Rudolf fülébe is eljut. Ettől kezdve ellenzi, hogy felesége ilyen nővel legyen közeli barátságban. Flóra, hogy védje Fannyt, a lehető legaljasabb és legostobább módot választja: megtagadja saját magát a férjétől, mondván, hogy a nők nem gyengék még a férjükkel szemben sem. Rudolf dühében elindul, hogy elcsábítsa Fannyt, és ezáltal visszanyerje a nejét.
Fanny rémülten veszi észre, hogy Rudolf gesztusai milyen irányt vettek felé, és teljesen összezavarodik, könnyek között elárulva a titkát, hogy ő már sokkal régebb óta szerelmes Rudolfba, mint azt a férfi gondolná. Rudolf mély önkritikát gyakorol, mert játszott Fanny érzelmeivel, és hazatér nejéhez, hogy a bocsánatát kérje.

### Kárpáthy Zoltán
Fanny nem sokkal eztán fiúgyermeket hoz a világra, amivel a hazatérő Abellino elveszíti a jogot, hogy örököljön a nábob után. Kárpáthyné belehal a szülésbe, a lesújtott uraság pedig fél év múlva követi szeretett feleségét a sírba. A kis Zoltánt Rudolf és Flóra neveli tovább, Teréz néni odaköltözik a birtokukra, hogy segítsen nevelt lánya gyermeke körül.
Abellinóra a nábob évi száz aranyat hagy, mert nem tűrhette a gondolatot, hogy egy Kárpáthy éhezzen. Az összeget mindig János napján veheti fel, személyesen, hogy örüljön a neve napjának. A társaság komikus alaknak tartja, és mindenki, ha csak teheti, kineveti.
| Tartalomjegyzék | Tartalomjegyzék |
| --- | --------------- |
| - I. Egy különc 1822-ből - II. Alku egy élő ember bőrére - III. Rousseau sírjánál - IV. Az ifjú óriások - V. Egy híres művésznő pályája - VI. A színházi csata - VII. Chataquéla - VIII. A pünkösdi király - IX. Ezernyolcszázhuszonöt - X. Egy család átka - XI. A kísértő a templomban - XII. Saldirt (Ki van fizetve) - XIII. A nábob neve napja - XIV. Váratlan fordulat - XV. A vadász a veremben - XVI. A találkozás - XVII. Egy hazai intézvény - XVIII. Szegény asszony! - XIX. A barátné - XX. Az ünnepély - XXI. A vadászat - XXII. A kínszenvedés - XXIII. A kém - XXIV. Kívül fény, belül éj - XXV. Veszélyes kísérlet - XXVI. Kellemetlen fölfedezések - XXVII. Kárpáthy Zoltán - XXVIII. Titkos látogatók - XXIX. A végintézet - XXX. Búcsúvételek - XXXI. A világ nyelve - Végszó |                 |

|  | Itt a vége a cselekmény részletezésének! |

## Keletkezésének körülményei
Az író saját bevallása szerint anekdota ihlette a regény bevezető jelenetét, amit a neje mesélt el neki, míg Szolnokról Nagyváradra utaztak. Az utazás négy napig tartott, feneketlen sártenger akadályozta a párt. Jókai felesége személyesen is találkozott egykor, hasonló árvíz alkalmával, az alföldi dinasztia fejével, akit egész Magyarország Józsa Gyuri néven ismert.
Ez volt az első eszmecsíra, a miből én a „Magyar nábob”-ot megköltöttem.
A regény főszereplőjét Wenckheim József Antalról (1780–1852) mintázta.
Az utókor azt gondolja, hogy Jókai szándéka az volt, hogy először eredeti jellemében, minden negatív tulajdonságával együtt mutassa be ezt a figurát a régi magyar nemesség képviselőjeként, majd aztán megtisztulva állítsa az olvasók elé.

## Szereplők

### István gróf és Miklós báró
A korszellem megszemélyesítőiként szerepelteti azt a két alakot, akit regényében István grófnak (a figura ihletője: Széchenyi István) és Miklós bárónak (inspirálta: Wesselényi Miklós) nevez. Mikor Jókai a Nábobon dolgozott még mindketten életben voltak, ezért tiszteletből nem akarta őket teljes nevükön szerepeltetni.

### A Catalani-Mainviellné epizód
A párizsi eseményeket az egykorú lapokból tanulmányozta, a két színésznő vetélkedését pedig a Tudományos Gyűjtemény című kiadvány „Koszorú” melléklapjában találta. Ugyanebben lelte a leírását a még abban az évben is dívott „pünkösdi király” népszokásnak. A pozsonyi országgyűlést, s a honatyák nemzeti pompáját Jókai diákként személyesen látta.

### Abellino
Kárpáthy Béla (Abellino) alakja szintén korrajzi sablon: a külföldön élő, vagyonokat eltékozló magyar főurak jellegzetes figurája. Jókai megemlít egyet, aki különösen kitűnt a többi közül azzal a hóbortjával, hogy híres táncosnőt kísért városról városra, akire a fél vagyonát elköltötte, holott nem volt más öröme, mint hogy abba az ágyba fekhetett le, amit a továbbutazó művésznő reggel elhagyott.

### Flóra grófnő
Jókainak gyermekkorában rajztanára acélmetszetű női arcképet adott lemásolásra, ami az író képzeletében a női szépség legelőkelőbb eszményét képviselte.
Azt én nekem finom hollótollal (még akkor érctoll nem volt) egészen az aczélmetszés modorában, pontozva kellett megrajzolnom. Azt én háromszor is megpróbáltam, a míg csak tökéletesen nem hasonlított az eredetihez. Ez volt gróf Seilern Crescencia, később gróf Széchenyi Istvánné arczképe. Erről vettem Flóra grófnőnek a mintáját, arczban és lélekben.

### A Mayer-leányok
Fanny és testvérei alakja ugyancsak az életből lett ellesve.
Ezeket is nagyon jól ismerte az egész világ, én is ismertem. Hírhedett szépségek voltak. Három közülök már „világszépleány”, a negyedik még gyermek. S a hány, annyiféle szépség. Az egyik angol beauty, gesztenyeszín fürtökkel, porczellán zománczú fehér-piros arcz színnel, gyilkos szép kebellel. A másik franczia lyonne, szőke haj, fekete szemöldök, kék szem. A harmadik valósi alma-piros arczú, fekete langos hajú, bogárszemű magyar szűz. (…) A legkisebb nővér valóságos Psyche-ideál: görög szoborminta, élő márvány.

## Adaptációk

### Játékfilm
1966-ban Egy magyar nábob címmel színes, 98 perces filmet forgattak a regényből Várkonyi Zoltán rendezésében. A forgatókönyvet Erdődy János írta. A film több helyen is eltér a könyvtől, például másképp alakul Rudolf és Fanny első találkozása.

### Képregény
Jókai Mór regényét Kiss Ferenc és Fazekas Attila dolgozta fel képregény formában. A negyvenoldalas képregényt először a Füles közölte folytatásokban, 2001-ben.